# Грабский, Тадеуш
Тадеуш Войцех Грабский (пол. Tadeusz Wojciech Grabski; 14 марта 1929, Варшава — 2 февраля 1998, Познань) — польский государственный и политический деятель времён ПНР, в 1973–1975 – глава администрации (воевода) Познанского воеводства, в 1980–1981 – заместитель председателя Совета министров ПНР, член политбюро и секретарь ЦК ПОРП.

## Начальная биография
Родился в Варшаве, в 1951 окончил Экономический университет в Познани, в 1952-1956 – член Союза польской молодёжи (аналог комсомола). Отслужив в вооружённых силах ПНР, в ноябре 1956 вступил в ПОРП.
До начала 1970-х занимал различные должности в познанском хозяйственном аппарате. Был директором ремонтно-строительного предприятия, возглавлял промышленное объединение. С 1965 был членом Познанского воеводского комитета ПОРП, возглавлял промышленную комиссию. В 1971–1972 – секретарь воеводского комитета ПОРП. С декабря 1972 по декабрь 1973 – председатель воеводского совета. В декабре 1973 назначен Познанским воеводой – главой воеводской администрации. В 1975 переведён из Познани в Конин и утверждён в должности первого секретаря Конинского воеводского комитета ПОРП. С декабря 1975 по февраль 1980 и с августа 1980 по июль 1981 – член ЦК ПОРП. С марта 1976 по март 1980 – депутат сейма ПНР.

## Конфликт с руководством партии
Политически и идеологически стоял на позициях ортодоксального марксизма-ленинизма и не одобрял «либеральных» шагов в политике первого секретаря ЦК ПОРП Эдварда Герека. При этом отличался прямолинейным характером. На пленуме ЦК 13 декабря 1978 выступил с резкой критикой социально-экономической политики руководства партии и государства, безосновательной пропаганды отсутствующих успехов, уступок диссидентским группам и католической церкви. Случай носил беспрецедентный для компартии характер, однако именно «излишний либерализм» Герека сделал его возможным. Критика Грабского была единогласно признана «неконструктивной», но серьёзным преследованиям он не подвергся.
В сентябре 1979 Т. Грабский был снят с партийного поста в Конине. Он отказался возглавить отраслевое министерство в правительстве Эдварда Бабюха и вернулся в Познань. До лета 1980 был директором завода автоматических систем Mera. В аппарате партии, однако, запомнили его смелое поведение на пленуме и учитывали его способность резко выступать в сложных ситуациях, не просчитывая последствий.

## Работа в руководстве
Вершина партийно-правительственной карьеры Т. Грабского пришлась на начало 1980-х и совпала с периодом социально-политического кризиса. 24 августа 1980, на фоне массового забастовочного движения, он был назначен заместителем председателя Совета министров ПНР Юзефа Пиньковского. Его выдвижение принял и Герек, рассчитывавший на твёрдость Грабского, полезную в новых обстоятельствах. Эту должность он занимал только до 8 октября, но уже 6 сентября, после отставки Герека, был назначен секретарём ЦК ПОРП. 2 декабря 1980 он был кооптирован в высший орган партийной власти – политбюро ЦК ПОРП.
Принадлежал к группе лидеров «партийного бетона» – ортодоксально-догматического крыла ПОРП. Выступал за силовое подавление профсоюза «Солидарность», максимальное ужесточение политики партии и безоговорочное следование в фарватере СССР. Причислялся к так называемой «польской банде четырёх» – группе особо активных партийных ортодоксов, наряду со Стефаном Ольшовским, Анджеем Жабиньским и Здзиславом Куровским. Пользовался заметной поддержкой консервативных и догматических сил ПОРП.
Находясь в столице, сохранял связи и влияние в Познани, активно занимался делами региона. При его участии и покровительстве был создан Познанский форум коммунистов (PFK, Познанский форум коммунистов) – ортодоксальная партийная организация типа Катовицкого партийного форума. Он активно содействовал Познанскому воеводе Станиславу Цозасю и воеводскому коменданту милиции Генрику Зашкевичу в аппаратной борьбе против первого секретаря воеводского комитета ПОРП Эдварда Скшипчака, настроенного на диалог с «Солидарностью».
Весной 1981, во время Быдгощских событий и всепольской предупредительной забастовки, деятели «партийного бетона» высказывались за немедленный переход к военному правлению с использованием механизмов Варшавского договора, однако на тот момент силовые действия были сочтены преждевременными. Председатель КГБ СССР Ю. В. Андропов называл Грабского первым в перечне самых надёжных союзников КПСС в Польше. Власти СССР, ГДР и ЧССР почти открыто давали понять, что желали бы видеть Грабского на посту первого секретаря ЦК ПОРП вместо Станислава Кани.
В апреле 1981 возглавил партийную комиссию по расследованию должностных злоупотреблений времён Герека. Эти действия были представлены обществу как «энергичное обновление» и проявление борьбы с коррупцией. Однако они не сильно способствовали росту доверия к компартии.
Грабский публично ставил под сомнение способность Кани справиться со сложной ситуацией в стране. На пленуме ЦК ПОРП 9–10 июня 1981 он, подобно своему же выступлению 1978 года, выступил с резкой критикой первого секретаря ЦК и фактически потребовал его отставки. Его поддержал бывший начальник армейского политуправления генерал Влодзимеж Савчук. Однако, другие его партийные соратники (Ольшовский и Жабиньский) смолчали и не поддержали. Грабский на своей позиции оказался фактически изолирован, и ситуации в партии осталась прежней.
14–20 июля 1981 проходил IX чрезвычайный съезд ПОРП. Т. Грабский выступал с докладом комиссии по расследованию злоупотреблений. Он занял примирительную позицию, предлагал снисходительно отнестись к Гереку и его сподвижникам, воздержаться от предания их суду и даже от исключения из партии. Это вызвало возмущение многих делегатов. «Товарищ Грабский, ваш отчёт настолько плох, что с ним даже не поспоришь!» – прокомментировал один из делегатов-рабочих.
При голосовании в ЦК Грабский потерпел поражение (получил менее 900 голосов из почти 2000 делегатов) и не был избран в новый состав руководства партии. Это вызвало недовольство в руководстве КПСС, но вопрос был оставлен на усмотрение С. Кани и В. Ярузельского.
После IX съезда ПОРП не играл значимой политической роли. Спустя три месяца Станислав Каня оставил пост первого секретаря, но его преемник генерал Войцех Ярузельский не считал целесообразным возвращение Грабского в руководство. Введение военного положения 13 декабря 1981 являлось реализацией предложений Грабского, однако сам он уже не был востребован властью.

## «Реальность»и прекращение политической деятельности
В 1982–1989 он был полномочным советником торгового представительства ПНР в ГДР. Сохраняя некоторое влияние в ЦК, выступал за жёсткие меры против оппозиционного подполья. Был председателем Ассоциации клубов «Реальность». В этой организации «партийного бетона», созданной известным журналистом Рышардом Гонтажем, консолидировались сторонники «твёрдого марксизма-ленинизма» и национал-коммунизма, считавшие курс Ярузельского идеологически неустойчивым и недостаточно решительным. Наблюдатели отмечали определённую харизму Грабского, сумевшего окружить себя лично преданными сторонниками. Активисты «бетона» воспринимали его как «последнюю надежду социализма».
Грабский попытался придать «Реальности» более прочный политический статус. Он предложил министру внутренних дел Чеславу Кищаку принять организацию под официальное шефство МВД. Однако генерал Кищак дистанцировался от «бетона». В окружении Ярузельского с большим подозрением отнеслись и к агрессивным идеологическим установкам «Реальности», и к личным амбициям Грабского. Политбюро ЦК ПОРП приняло постановление о «нецелесообразности существования объединений, нарушающих идеологическое, политическое и организационное единство партии». 30 января 1983 ассоциация «Реальность» была распущена. Политическая деятельность Т. Грабского окончательно прекратилась.

## Последние годы
В 1988–1989 в Польше произошла смена общественного строя. Никакого участия в этих событиях Т. Грабский не принимал. Жил в Познани, где сохранял связи в хозяйственных и административных кругах. Поскольку он не был прямо причастен к расправам времён военного положения, к ответственности не привлекался. Смерть 68-летнего Грабского прошла малозамеченной.
В глазах многих поляков Тадеуш Грабский являл собой олицетворение «пана Шматяка» – враждебного обществу номенклатурного функционера. Критика в адрес Герека и Кани не ставилась ему в заслугу, поскольку велась с позиций коммунистического догматизма. То, что Грабский не стал высшим руководителем партии и государства, воспринимается как большая историческая удача.